# Gary Peaks
Gary Peaks är en bergstopp i Antarktis. Den ligger i Östantarktis. Nya Zeeland gör anspråk på området. Toppen på Gary Peaks är 1 393 meter över havet, eller 214 meter över den omgivande terrängen. Bredden vid basen är 2,2 km.
Terrängen runt Gary Peaks är varierad. Trakten är obefolkad. Det finns inga samhällen i närheten. 